# Əlinağılar
Əlinağılar è un comune dell'Azerbaigian situato nel distretto di Gədəbəy. Conta una popolazione di 1 320 abitanti.